# Japón en la Copa Mundial de Fútbol de 2010
La Selección de Japón fue uno de los 32 equipos participantes de la Copa Mundial de Fútbol de 2010, que se realizó en Sudáfrica.
Luego de ocupar el segundo lugar del Grupo E, los japoneses avanzaron a octavos de final donde quedaron eliminados a manos de Paraguay mediante tiros desde el punto penal. Esta es la mejor participación de los "samurai azules" después de acceder a la misma instancia en su participación dentro de la Copa Mundial de Fútbol de 2002, en la cual fueron coanfitriones con Corea del Sur.

## Clasificación

### Tercera ronda
| Equipo    | Pts | PJ | PG | PE | PP | GF | GC | Dif |
| --------- | --- | -- | -- | -- | -- | -- | -- | --- |
| Japón     | 13  | 6  | 4  | 1  | 1  | 12 | 3  | 9   |
| Baréin    | 11  | 6  | 3  | 2  | 1  | 7  | 5  | 2   |
| Omán      | 8   | 6  | 2  | 2  | 2  | 5  | 7  | -2  |
| Tailandia | 1   | 6  | 0  | 1  | 5  | 5  | 14 | -9  |

| Fecha                | Lugar    |           |  | Resultado |  |           |
| -------------------- | -------- | --------- |  | --------- |  | --------- |
| 6 de febrero de 2008 | Saitama  | Japón     |  | 4:1 (1:1) |  | Tailandia |
| 26 de marzo de 2008  | Riffa    | Baréin    |  | 1:0 (0:0) |  | Japón     |
| 2 de junio de 2008   | Yokohama | Japón     |  | 3:0 (2:0) |  | Omán      |
| 7 de junio de 2008   | Mascate  | Omán      |  | 1:1 (1:0) |  | Japón     |
| 14 de junio de 2008  | Bangkok  | Tailandia |  | 0:3 (0:2) |  | Japón     |
| 22 de junio de 2008  | Saitama  | Japón     |  | 1:0 (0:0) |  | Baréin    |

### Cuarta ronda
| Equipo     | Pts | PJ | PG | PE | PP | GF | GC | Dif |
| ---------- | --- | -- | -- | -- | -- | -- | -- | --- |
| Australia  | 20  | 8  | 6  | 2  | 0  | 12 | 1  | 11  |
| Japón      | 15  | 8  | 4  | 3  | 1  | 11 | 6  | 5   |
| Baréin     | 10  | 8  | 3  | 1  | 3  | 6  | 8  | -2  |
| Catar      | 6   | 8  | 1  | 3  | 4  | 5  | 14 | -9  |
| Uzbekistán | 4   | 8  | 1  | 1  | 6  | 5  | 10 | -5  |

| Fecha                   | Lugar    |            |  | Resultado |  |            |
| ----------------------- | -------- | ---------- |  | --------- |  | ---------- |
| 6 de septiembre de 2008 | Riffa    | Baréin     |  | 2:3 (0:2) |  | Japón      |
| 15 de octubre de 2008   | Saitama  | Japón      |  | 1:1 (1:1) |  | Uzbekistán |
| 19 de noviembre de 2008 | Doha     | Catar      |  | 0:3 (0:1) |  | Japón      |
| 11 de febrero de 2009   | Yokohama | Japón      |  | 0:0       |  | Australia  |
| 28 de marzo de 2009     | Saitama  | Japón      |  | 1:0 (0:0) |  | Baréin     |
| 6 de junio de 2009      | Taskent  | Uzbekistán |  | 0:1 (0:1) |  | Japón      |
| 10 de junio de 2009     | Yokohama | Japón      |  | 1:1 (1:0) |  | Catar      |
| 10 de junio de 2009     | Sídney   | Australia  |  | 2:1 (0:1) |  | Japón      |

## Enfrentamientos previos
| Fecha                   | Lugar                |       |         | Resultado |                          |                 |
| ----------------------- | -------------------- | ----- | ------- | --------- | ------------------------ | --------------- |
| 5 de septiembre de 2009 | Enschede             | Japón |         | 0:3 (0:0) |                          | Países Bajos    |
| 9 de septiembre de 2009 | Utrecht              | Japón |         | 4:3 (0:1) |                          | Ghana           |
| 8 de octubre de 2009    | Shizuoka             | Japón |         | 6:0 (2:0) |                          | Hong Kong       |
| 10 de octubre de 2009   | Yokohama             | Japón |         | 2:0 (0:0) |                          | Escocia         |
| 14 de octubre de 2009   | Prefectura de Miyagi | Japón |         | 5:0 (3:0) |                          | Togo            |
| 14 de noviembre de 2009 | Port Elizabeth       | Japón |         | 0:0       |                          | Sudáfrica       |
| 18 de noviembre de 2009 | Hong Kong            | Japón |         | 4:0 (1:0) |                          | Hong Kong       |
| 6 de enero de 2010      | Saná                 | Japón |         | 3:2 (1:2) |                          | Yemen           |
| 2 de febrero de 2010    | Ōita                 | Japón |         | 0:0       |                          | Venezuela       |
| 6 de febrero de 2010    | Chōfu                | Japón |         | 0:0       |                          | China           |
| 11 de febrero de 2010   | Tokio                | Japón |         | 3:0 (1:0) |                          | Hong Kong       |
| 14 de febrero de 2010   | Tokio                | Japón |         | 1:3 (1:2) | Bandera de Corea del Sur | Corea del Sur   |
| 3 de marzo de 2009      | Toyota               | Japón |         | 2:0 (1:0) |                          | Baréin          |
| 7 de abril de 2010      | Osaka                | Japón | borderr | 0:3 (0:2) |                          | Serbia          |
| 24 de mayo de 2010      | Saitama              | Japón |         | 0:2 (0:1) |                          | Corea del Sur   |
| 30 de mayo de 2010      | Graz                 | Japón |         | 1:2 (1:0) |                          | Inglaterra      |
| 4 de junio de 2010      | Sion                 | Japón |         | 0:2 (0:1) |                          | Costa de Marfil |

## Jugadores
| #     | Nombre               | Posición      | Edad | PJ Sel | Club                |
| ----- | -------------------- | ------------- | ---- | ------ | ------------------- |
| 1     | Seigo Narazaki       | Portero       | 34   | 75     | Nagoya Grampus      |
| 2     | Yuki Abe             | Mediocampista | 28   | 42     | Urawa Red Diamonds  |
| 3     | Yūichi Komano        | Defensa       | 28   | 51     | Júbilo Iwata        |
| 4     | Marcus Tulio Tanaka  | Defensa       | 29   | 37     | Nagoya Grampus      |
| 5     | Yuto Nagatomo        | Defensa       | 23   | 23     | FC Tokyo            |
| 6     | Atsuto Uchida        | Defensa       | 22   | 31     | Kashima Antlers     |
| 7     | Yasuhito Endō        | Mediocampista | 30   | 91     | Gamba Osaka         |
| 8     | Daisuke Matsui       | Mediocampista | 27   | 22     | Grenoble Foot 38    |
| 9     | Shinji Okazaki       | Delantero     | 24   | 25     | Shimizu S-Pulse     |
| 10    | Shunsuke Nakamura    | Mediocampista | 31   | 95     | Yokohama F. Marinos |
| 11    | Keiji Tamada         | Delantero     | 30   | 68     | Nagoya Grampus      |
| 12    | Kisho Yano           | Delantero     | 26   | 17     | Albirex Niigata     |
| 13    | Daiki Iwamasa        | Defensa       | 28   | 2      | Kashima Antlers     |
| 14    | Kengo Nakamura       | Mediocampista | 29   | 45     | Kawasaki Frontale   |
| 15    | Yasuyuki Konno       | Defensa       | 27   | 34     | FC Tokyo            |
| 16    | Yoshito Ōkubo        | Delantero     | 27   | 46     | Vissel Kobe         |
| 17    | Makoto Hasebe        | Mediocampista | 26   | 28     | Wolfsburgo          |
| 18    | Keisuke Honda        | Mediocampista | 23   | 11     | CSKA Moscú          |
| 19    | Takayuki Morimoto    | Delantero     | 22   | 3      | Catania             |
| 20    | Jun'ichi Inamoto     | Mediocampista | 30   | 79     | Kawasaki Frontale   |
| 21    | Eiji Kawashima       | Portero       | 27   | 8      | Kawasaki Frontale   |
| 22    | Yuji Nakazawa        | Defensa       | 32   | 102    | Yokohama F. Marinos |
| 23    | Yoshikatsu Kawaguchi | Portero       | 34   | 116    | Júbilo Iwata        |
| D. T. | Takeshi Okada        |               |      |        |                     |

## Participación

### Primera fase
| Equipo       | Pts | PJ | PG | PE | PP | GF | GC | Dif |
| ------------ | --- | -- | -- | -- | -- | -- | -- | --- |
| Países Bajos | 9   | 3  | 3  | 0  | 0  | 5  | 1  | 4   |
| Japón        | 6   | 3  | 2  | 0  | 1  | 4  | 2  | 2   |
| Dinamarca    | 3   | 3  | 1  | 0  | 2  | 3  | 6  | -3  |
| Camerún      | 0   | 3  | 0  | 0  | 3  | 2  | 5  | -3  |

- Nota: La hora mostrada corresponde a la hora local de Sudáfrica (UTC+2).

| 14 de junio de 2010, 16:00 | Japón     | 1:0 (1:0) | Camerún | Estadio Free State, Bloemfontein                                            |                                                                             |
|                            | Honda 38' | Reporte   |         | Asistencia: 30.620 espectadores Árbitro(s): Olegário Benquerença (Portugal) | Asistencia: 30.620 espectadores Árbitro(s): Olegário Benquerença (Portugal) |

| 19 de junio de 2010, 16:00 | Países Bajos | 1:0 (0:0) | Japón | Estadio Moses Mabhida, Durban                                           |                                                                         |
|                            | Sneijder 52' | Reporte   |       | Asistencia: 62.010 espectadores Árbitro(s): Héctor Baldassi (Argentina) | Asistencia: 62.010 espectadores Árbitro(s): Héctor Baldassi (Argentina) |

| 24 de junio de 2010, 20:30 | Dinamarca    | 1:3 (0:2) | Japón                              | Estadio Royal Bafokeng, Rustenburg                                   |                                                                      |
|                            | Tomasson 80' | Reporte   | Honda 16' · Endō 29' · Okazaki 86' | Asistencia: 27.967 espectadores Árbitro(s): Jerome Damon (Sudáfrica) | Asistencia: 27.967 espectadores Árbitro(s): Jerome Damon (Sudáfrica) |

### Octavos de final
| 29 de junio de 2010, 16:00                                             | Paraguay                                             | 0:0 (t. s.)(5:3 p.)        | Japón                          | Loftus Versfeld, Pretoria                                      |                                                                |
|                                                                        |                                                      | Reporte                    |                                | Asistencia: 36 742 espectadores Árbitro(s): Frank de Bleeckere | Asistencia: 36 742 espectadores Árbitro(s): Frank de Bleeckere |
|                                                                        |                                                      | Tiros desde el punto penal |                                |                                                                |                                                                |
|                                                                        | Barreto · Barrios · Riveros · Haedo Valdez · Cardozo |                            | Endō · Hasebe · Komano · Honda |                                                                |                                                                |
| Paraguay avanzó por primera vez en su historia a los cuartos de final. |                                                      |                            |                                |                                                                |                                                                |